# Бензья, Яссин
Ясси́н Бензья́ (фр. Yassine Benzia, араб. ياسين بنزية‎; род. 8 сентября 1994, Сент-Обен-лез-Эльбёф, Приморская Сена) — алжирский и французский футболист, полузащитник азербайджанского клуба «Карабах» и сборной Алжира.

## Карьера

### Клубная
Яссин Бензья — воспитанник лионского «Олимпика», в 17 лет назывался «новым Бензема». За «Лион» нападающий дебютировал 20 мая 2012 года в матче чемпионата Франции против «Ниццы», заменив на 87-й минуте встречи Джимми Бриана.
4 октября 2012 года Бензья впервые сыграл в Лиге Европы (в матче против «Хапоэля» из Кирьят-Шмоны). Форвард вышел на замену во втором тайме вместо Рашида Геззаля. В следующем своём матче на турнире, сыгранном 22 ноября 2012 года Яссин Бензья забил свой первый гол за «Лион» (в ворота пражской «Спарты»).
1 сентября 2015 года «Лилль» подписал с 20-летним форвардом 4-летний контракт. Пресса сообщала, что сумма сделки составила 1 миллион евро. Дебютировал 12 сентября в матче против бывшей команды, выйдя в стартовом составе. Первый гол забил 21 ноября в ворота «Труа». С 16 января 2016 года по 28 января 2017 года, на протяжении двадцати четырёх матчей, не мог забить гол в Лиге 1, пока в очередном матче против «Лиона» не оформил дубль, первый в карьере.
31 августа 2018 года Бензья был отдан в аренду турецкому «Фенербахче» до конца сезона 2018/19. Соглашение предусматривало возможность выкупа контракта. Дебютировал 16 сентября в гостевой игре «Коньяспором», выйдя в старте. Голов за клуб не забивал.
31 августа 2019 года на правах аренды до конца сезона перешёл в греческий «Олимпиакос». Первый матч сыграл 14 сентября против «Волоса», заменив на 84-й минуте Гильерме.
30 января 2020 года на правах свободного агента перешёл в «Дижон», подписав контракт до лета 2023 года. Дебютировал 5 февраля в гостевом матче против «Нима», заменив в перерыве Стефи Мавидиди. В мае Бензья попал в ДТП, в которой он травмировал левую реку; ему пришлось перенести несколько операций, из-за чего он выбыл до 2021 года. Первый гол забил 18 апреля в ворота «Ниццы», принеся своей команде важную победу в борьбе за выживание.
8 февраля 2022 года на правах аренды до конца сезона перешёл в «Хатайспор». Впервые на поле вышел 14 февраля в домашней встрече с «Гёзтепе». Первым голом отметился 27 февраля в матче против «Малатьяспора».
26 января 2023 года азербайджанский «Карабах» подписал контракт с Бензья. Дебютировал 11 февраля в игре с «Сабахом», заменив на 80-й минуте Леандро Андраде. Первый гол забил 11 июля 2023 года в гостевом матче квалификации Лиги чемпионов против «Линкольн Ред Импс». 4 ноября в домашней встрече с «Кяпазом» оформил первый в карьере хет-трик.

### В сборной
Бензья выступал за юношеские сборные Франции различных возрастов. С 2012 по 2013 годы играл за сборную для игроков до 19 лет, в составе которой принял участие в чемпионате Европы—2013 и стал вице-чемпионом континента.
13 августа 2013 года полузащитник дебютировал в молодёжной сборной в товарищеском матче со сверстниками из Германии.
Во следующем матче (отборочном к чемпионату Европы против Казахстана) Яссин Бензья забил свой первый гол за команду.
В феврале 2016 года принял решение выступать за сборную Алжира. 7 марта ФИФА подтвердила смену футбольного гражданства. На пресс-конференции Бензья объяснил своё решение «выбором сердца» (фр. le choix du cœur). Дебютировал в её составе 26 марта 2016 года в матче против сборной Эфиопии в квалификации к Кубку африканских наций 2017. Первый гол забил 2 июня в игре со сборной Сейшел. 26 марта 2024 года, в товарищеском матче против сборной ЮАР оформил первый за сборную дубль, забив второй гол ударом через себя.

## Достижения

### Командные
«Олимпик Лион»
- Обладатель Суперкубка Франции: 2012

«Карабах»
- Чемпион Азербайджана (2): 2022/23, 2023/24
- Обладатель Кубка Азербайджана: 2023/24

Франция (до 19)
- Вице-чемпион Европы: 2013

### Индивидуальные
- Символическая сборная чемпионата Европы (до 19): 2013

## Клубная статистика
| Выступление         | Выступление      | Выступление      | Лига | Лига | Кубки | Кубки | Еврокубки | Еврокубки | Итого | Итого |
| Клуб                | Лига             | Сезон            | Игры | Голы | Игры  | Голы  | Игры      | Голы      | Игры  | Голы  |
| ------------------- | ---------------- | ---------------- | ---- | ---- | ----- | ----- | --------- | --------- | ----- | ----- |
| Олимпик Лион        | Лига 1           | 2011/12          | 1    | 0    | 0     | 0     | —         | —         | 1     | 0     |
| Олимпик Лион        | Лига 1           | 2012/13          | 16   | 0    | 1     | 0     | 3         | 2         | 20    | 2     |
| Олимпик Лион        | Лига 1           | 2013/14          | 11   | 2    | 3     | 0     | 5         | 0         | 19    | 2     |
| Олимпик Лион        | Лига 1           | 2014/15          | 10   | 2    | 1     | 0     | 2         | 0         | 13    | 2     |
| Олимпик Лион        | Лига 1           | 2015/16          | 0    | 0    | 1     | 0     | 0         | 0         | 1     | 0     |
| Олимпик Лион        | Итого            | Итого            | 38   | 4    | 6     | 0     | 10        | 2         | 54    | 6     |
| Лилль               | Лига 1           | 2015/16          | 25   | 5    | 4     | 1     | —         | —         | 29    | 6     |
| Лилль               | Лига 1           | 2016/17          | 25   | 3    | 2     | 0     | 2         | 0         | 29    | 3     |
| Лилль               | Лига 1           | 2017/18          | 31   | 1    | 2     | 1     | —         | —         | 33    | 2     |
| Лилль               | Лига 1           | 2018/19          | 2    | 0    | 0     | 0     | —         | —         | 2     | 0     |
| Лилль               | Итого            | Итого            | 83   | 9    | 8     | 2     | 2         | 0         | 93    | 11    |
| Фенербахче (аренда) | Суперлига        | 2018/19          | 13   | 0    | 4     | 0     | 0         | 0         | 17    | 0     |
| Фенербахче (аренда) | Итого            | Итого            | 13   | 0    | 4     | 0     | 0         | 0         | 17    | 0     |
| Олимпиакос (аренда) | Суперлига        | 2019/20          | 5    | 0    | 1     | 0     | 3         | 0         | 9     | 0     |
| Олимпиакос (аренда) | Итого            | Итого            | 5    | 0    | 1     | 0     | 3         | 0         | 9     | 0     |
| Дижон               | Лига 1           | 2019/20          | 3    | 0    | 1     | 0     | —         | —         | 4     | 0     |
| Дижон               | Лига 1           | 2020/21          | 7    | 2    | 0     | 0     | —         | —         | 7     | 2     |
| Дижон               | Лига 2           | 2021/22          | 17   | 4    | 1     | 0     | —         | —         | 18    | 4     |
| Дижон               | Итого            | Итого            | 27   | 6    | 2     | 0     | —         | —         | 29    | 6     |
| Хатайспор (аренда)  | Суперлига        | 2021/22          | 12   | 2    | 0     | 0     | —         | —         | 12    | 2     |
| Хатайспор (аренда)  | Итого            | Итого            | 12   | 2    | 0     | 0     | —         | —         | 12    | 2     |
| Карабах             | Премьер-лига     | 2022/23          | 3    | 0    | 0     | 0     | 2         | 0         | 5     | 0     |
| Карабах             | Премьер-лига     | 2023/24          | 27   | 12   | 4     | 0     | 18        | 4         | 49    | 16    |
| Карабах             | Премьер-лига     | 2024/25          | 24   | 5    | 2     | 0     | 13        | 3         | 39    | 8     |
| Карабах             | Итого            | Итого            | 54   | 17   | 6     | 0     | 33        | 7         | 93    | 24    |
| Всего за карьеру    | Всего за карьеру | Всего за карьеру | 232  | 38   | 27    | 2     | 48        | 9         | 307   | 49    |